# Skellefteåi repülőtér
A Skellefteåi repülőtér (IATA: SFT, ICAO: ESNS) Svédország egyik nemzetközi repülőtere, amely Skellefteå közelében található. Éves utasforgalma 267 262 fő (2022).

## Futópályák
A repülőtér futópályái:
- 10/28

## Forgalom
Az utasforgalom az elmúlt években az alábbi módon változott:
| Utasok száma | 252 574 | 235 784 | 205 553 | 277 954 | 292 005 | 319 806 | 281 187 | 408 948 | 94 699 | 267 262 |
|              | 2005    | 2007    | 2009    | 2011    | 2013    | 2014    | 2016    | 2018    | 2020   | 2022    |